# Żmerynka Podolska
Żmerynka Podolska (ukr. Жмеринка-Подільська) – węzłowa stacja kolejowa w miejscowości Żmerynka, w rejonie żmeryńskim, w obwodzie winnickim, na Ukrainie. Węzeł linii Odessa – Lwów z linią do Ocnițy.